# آمنة الطرابلسي
آمنة الطرابلسي (من مواليد 28 أبريل 1985، الإسكندرية)، لاعبة إسكواش مصرية محترفة سابقة. كان أعلى تصنيف عالمي لها في فبراير 2004 عندما حلت في المرتبة 41. وهي حالياً عضو مجلس إدارة الاتحاد المصري للاسكواش، كما تعمل مذيعة على التلفزيون من خلال تقديم برنامج «الأبطال»، برنامج رياضي متخصص عن رياضة الاسكواش ومحترفيها.

## روابط خارجية
- آمنة الطرابلسي على موقع SquashInfo.com (الإنجليزية)